# Światło we mgle
Światło we mgle – pierwszy singel zespołu Ira pochodzący, a zarazem promujący szóstą studyjną płytę Ogrody. Singel ukazał się nakładem firmy Zic Zac, z którą zespół w 1995 roku podpisał 5-letni kontrakt płytowy. Premiera singla nastąpiła w sierpniu. Patronat mediowy, podobnie jak na poprzednich singlach zespołu, objęło RMF FM.
Początkowo zespół nie przywiązywał zbyt dużej wagi do tego utworu. Dopiero firma Zic Zac namówiła grupę na nagranie i promowanie tego utworu.
Tekst utworu adresowany jest do kobiety. Piotr Łukaszewski, pisząc ten tekst, chciał udowodnić, że jeśli jest się osobą popularną, lubianą, to żyje się o wiele łatwiej. Jeśli jednak z dnia na dzień przyjdzie zmierzyć się z klęską, popularność nagle opada, zaczynają się spotkania z przejawami agresji, nienawiści. Łukaszewski chciał ukazać drugą te „ciemniejszą” stronę sukcesu. Jedynie osoby o silnej psychice mogą przetrwać taki stan rzeczy.
Brzmienie utworu utrzymane jest w spokojniejszym rockowym melodyjnym klimacie, oraz melodyjną solówką gitarową na początku utworu. Kompozytorem utworu jest gitarzysta Piotr Łukaszewski.
Utwór Światło we mgle wraz z utworem Jeden były utworami promującymi płytę Ogrody. Do pierwszego z utworów powstał również teledysk. Utwór był grany jedynie podczas trasy koncertowej, promującej płytę, która odbyła się na przełomie września i października 1995 roku.
Światło we mgle wraz z utworem Jestem obcy były najbardziej popularnymi utworami z ostatniego krążka grupy przed zawieszeniem działalności.
Od momentu reaktywacji utwór Światło we mgle nie jest w ogóle grany na koncertach zespołu.

## Lista utworów na singlu
CD
1. „Światło we mgle” (P.Łukaszewski – P.Łukaszewski) – 3:21
2. „Jeden” (K.Płucisz – K.Płucisz) – 3:26

## Twórcy
Ira
- Artur Gadowski – śpiew, chór
- Wojciech Owczarek – perkusja
- Piotr Sujka – gitara basowa, chór
- Kuba Płucisz – gitara rytmiczna
- Piotr Łukaszewski – gitara prowadząca

'Muzycy sesyjni
- Sławomir Piwowar – instrumenty klawiszowe
- Lech „Groszek” Grochala – instrumenty perkusyjne

Produkcja
- Nagrywany oraz miksowany: Studio S-4 w Warszawie w dn. 12 czerwca – 30 lipca 1995 roku
- Producent muzyczny: Leszek Kamiński
- Realizator nagrań: Leszek Kamiński
- Kierownik Produkcji: Elżbieta Pobiedzińska
- Mastering: Classicord – Julita Emanuiłow oraz Leszek Kamiński
- Aranżacja: Piotr Łukaszewski
- Tekst utworu: Piotr Łukaszewski
- Projekt graficzny okładki: Katarzyna Mrożewska
- Opracowanie i montaż zdjęć: Piotr Szczerski ze studia Machina
- Zdjęcia wykonała: Beata Wielgosz
- Sponsor zespołu: Mustang Poland

## Notowania
| Pozycja | 45 | 45 | 44 | 40 | 28 | 28 | 21 | 21 | 16 | 27 |

- Utwór znajdował się na liście od 29 września do 1 grudnia 1995 roku. Łącznie na liście znajdował się przez 10 tygodni.

| Pozycja | 30 | 15 | 18 | 11 | 14 | 22 | 8 | 12 | 23 | 22 | 25 |

- Utwór znajdował się na liście od 22 października do 31 grudnia 1995 roku.